# Nora Castañeda
Nora Castañeda, economista i activista feminista veneçolana.
Doctorada en Ciències Econòmiques i postgrau en Administració Pública i Desenvolupament Econòmic, va ser professora d'economia a la Universitat Central de Veneçuela durant més de trenta anys, on va fundar la Càtedra de la Dona. Actualment (2006) és la presidenta del Banc per al Desenvolupament de la Dona de Veneçuela (BANMUJER, per les seves sigles en castellà).

## Esbós biogràfic
Filla d'una mare soltera camperola, des dels set anys Nora Castañeda va haver de cuidar els seus germans més petits. Casada, és mare de tres fills i una filla.

## Participació en el procés constituent
Militant del moviment feminista des de la seva joventut, i com a coordinadora de les Organitzacions No Governamentals de dones, va tenir un paper clau durant el procés constituent que va donar lloc a la Constitució veneçolana de 1999.
Mentre va durar la tramitació parlamentària de la nova Constitució, les organitzacions feministes es van concentrar diàriament davant de l'Assemblea Nacional Constituent aportant propostes per a la seva inclusió en el nou text (redacció en llenguatge no sexista, garantia d'una educació pública per a la igualtat i no sexista], principi d'igualtat en l'accés al treball de les dones i en l'exercici de tots els drets constitucionals, reconeixement del caràcter d'activitat econòmica del treball de les mestres de casa i dret a la cotització a la seguretat social d'aquestes, prioritat de les mares cap de família en els programes socials governamentals...). El moviment va aconseguir que les seves principals propostes fossin incorporades al text de la nova Constitució, que va donar origen a la cinquena República i a la Revolució bolivariana.

## Presidenta de BANMUJER
Fruit d'aquest reconeixement constitucional, el 15 de gener de 2001, el president de la República, Hugo Chávez, va anunciar públicament la creació del Banc per al Desenvolupament de la Dona (BANMUJER) i, el 8 de març del mateix any, coincidint amb el Dia internacional de la dona treballadora, va nomenar Nora Castañeda com a presidenta de l'ens.
Així mateix, es va aprovar la Llei de micro-finances que dona cobertura, entre d'altres, a la nova institució.
Prèviament, des del Banc del Poble Sobirà, l'executiu veneçolà ja havia impulsat línies preferencials per a les dones, en consonància amb l'objectiu expressat de potenciar l'anomenada banca social.
Des de la presidència de BANMUJER, Nora Castañeda ha impulsat un ambiciós programa de micro-crèdits destinats bàsicament (tot i que no en exclusiva) a les mares que són cap de família, i ofereix també serveis no financers, especialment assessorament tècnic i capacitació en relació als projectes que les dones volen implementar amb els crèdits obtinguts. Es prioritza així mateix les sol·licituds formulades conjuntament per diverses usuàries i els projectes orientats a la creació de cooperatives.
Entre els objectius estratègics de BANMUJER hi ha l'empoderament de les dones, així com fomentar la seva participació en la vida econòmica, política i social del país, pel que s'han creat les xarxes populars d'usuàries que participen activament en la planificació dels pressupostos de l'entitat i en la gestió de les seves estratègies.
Segons les dades facilitades per la mateixa entitat, el primer trimestre de 2006 BANMUJER ja havia aconseguit liquidar 2428 crèdits (molts d'ells col·lectius) que havien beneficiat a més de cent mil persones, generant més de vint mil llocs de treball. Fins al moment la taxa de morositat se situa a l'entorn de l'1,5%.
Recentment (abril de 2006) l'entitat ha col·laborat activament en l'impuls de la missió bolivariana Madres del Barrio.